# Järvijärvi (sjö, lat 68,07, long 26,03)
Järvijärvi är en sjö i Finland. Den ligger i kommunen Sodankylä i landskapet Lappland, i den norra delen av landet, 900 km norr om huvudstaden Helsingfors. Järvijärvi ligger 247,3 meter över havet. Arean är 45 hektar och strandlinjen är 11,7 kilometer lång. Sjön  ingår i Kemi älvs huvudavrinningsområde. 